# Новоогарёвский процесс
Новоогарёвский процесс — процесс разработки проекта нового союзного договора из-за назревшего кризиса между союзными республиками СССР.
Данный процесс, начавшийся в апреле 1991 года, получил своё имя по названию подмосковной резиденции президента СССР М. С. Горбачёва в Ново-Огарёво. В новоогарёвском процессе принимали участие 9 союзных республик: РСФСР, Украинская ССР, Белорусская ССР, Казахская ССР, Узбекская ССР, Азербайджанская ССР, Таджикская ССР, Киргизская ССР, Туркменская ССР и союзный центр как самостоятельный участник дискуссий.

## История
Первое заседание состоялось 23 апреля, в ходе которого было принято совместное заявление:

«Участники встречи считают, что непременным условием стабилизации обстановки в стране является принятие решительных мер по восстановлению повсеместно конституционного порядка, неукоснительному соблюдению действующих законов впредь до принятия нового Союзного договора и Конституции Союза... Первоочередной задачей для преодоления кризиса является заключение нового договора суверенных государств с учётом итогов проведённого всесоюзного референдума… В течение всего переходного периода должна обеспечиваться нормальная деятельность органов власти Союза и республик, Советов народных депутатов всех ступеней… Учитывая исключительно острую кризисную ситуацию в стране, руководители Союза и республик считают нетерпимыми попытки достигать политических целей путём подстрекательства к гражданскому неповиновению, забастовкам, призывы к свержению существующих законно избранных органов государственной власти... Участники встречи отдают себе отчёт в том, что все эти меры по стабилизации обстановки и преодолению кризиса немыслимы без кардинального повышения роли союзных республик»
— Из истории создания Конституции Российской Федерации. Конституционная комиссия: стенограммы, материалы, документы (1990-1993 гг.)
Впервые мысль о выработке программы действий Президента СССР совместно с руководителями республик, принимавших участие в референдуме о сохранении СССР, по воспоминаниям бывшего секретаря ЦК КПСС В. А. Медведева, прозвучала 10 апреля 1991 г. на заседании Совета Безопасности СССР. По словам М. С. Горбачёва, решение провести «доверительную встречу с руководителями союзных республик» было связано с наступлением кратковременного «перемирия» с Б. Н. Ельциным и стремлением использовать данную ситуацию, чтобы довести до практических результатов затянувшуюся работу над проектом Союзного договора. По его оценке, встреча 23 апреля явилась важным шагом «к зарождению новоогарёвского процесса, позволившего реализовать курс на «центризм». Б. Н. Ельцин, напротив, считал, что Горбачёв сам не до конца верил в успех Новоогарёвских переговоров, но, будучи, «загнанным в угол», пытался за счёт них выиграть время. В этой ситуации Б. Н. Ельцин, готовившийся к выборам на пост Президента РСФСР, пошёл на компромисс с М. С. Горбачёвым, положив начало Новоогарёвскому процессу, который, по воспоминаниям Г. Х. Шахназарова, явился, с одной стороны, «пиком противостояния» Горбачёва и Ельцина, а с другой — «высшей точкой их сотрудничества».
22 мая Верховный Совет СССР принял постановление, в котором потребовал от участников переговорного процесса привести текст проекта Союзного договора в соответствие с результатами Всесоюзного референдума о сохранении СССР. В соответствии с данным постановлением, которое опиралось на решение IV Съезда народных депутатов СССР, дальнейшая работа над проектом нового Союзного договора переходила в ведение Подготовительного комитета в составе полномочных делегаций союзных и автономных республик во главе с их высшими государственными должностными лицами, при участии Президента СССР, председателя Верховного Совета СССР и председателя Совета Национальностей Верховного Совета СССР.

### Первое заседание
24 мая 1991 г. под председательством М. С. Горбачёва в Ново-Огарёве состоялось первое заседание Подготовительного комитета, в котором приняли участие А. И. Лукьянов (Верховный Совет СССР), Р. Н. Нишанов (Совет Национальностей ВС СССР), руководители 8 союзных республик (РСФСР, Украинской ССР, Белорусской ССР, Казахской ССР, Азербайджанской ССР, Киргизской ССР, Таджикской ССР, Туркменской ССР) и председатели Верховных Советов 17 автономных республик. Участники заседания единодушно высказались за сохранение Союза в рамках федерации. Некоторые разночтения произошли относительно названия реформируемого государства. Предлагались различные формулы: «Союз суверенных государств», «Союз суверенных республик», «Союз советских суверенных республик». А. И. Лукьянов предложил сохранить в названии Союза термин «советские республики», а председатель Верховного Совета Чувашии А. M. Леонтьев и президент Азербайджана А. Н. Муталибов — аббревиатуру «СССР».
Председатель Верховного Совета РСФСР Б. Н. Ельцин предлагал отказаться от термина «республики», заменив его термином «государства». Однако М. С. Горбачёв отверг предложение Ельцина, закрепив в решении комитета следующий вариант названия обновлённого Союза — «Союз Советских Суверенных Республик». Председатель Верховного Совета Татарской АССР М. Ш. Шаймиев требовал предоставить ему возможность подписывать Союзный договор на равных правах с союзными республиками, подчёркивая тем самым изменение политико-правового статуса своей автономной республики: «Подпишем договор, если получим союзный статус. Мы должны быть в Союзе. Раз отказали нам, два отказали, теперь при преобразовании Союза мы не можем допустить это еще раз. Россия должна по мере их созревания рожать республики. Почему мы должны решать оборонные вопросы через Россию?».
Напрямую с проблемой субъектов Союза был связан вопрос о формировании союзных органов власти, прежде всего Верховного Совета. Большинство республиканских руководителей высказывались за сохранение двухпалатного Верховного Совета, признавая данную модель вполне эффективной. Однако на этот счет существовали и альтернативные мнения. В частности, председатель Верховного Совета Украинской ССР Л. М. Кравчук выступал за однопалатный Верховный Совет, предлагая упразднить нижнюю палату парламента (Совет Союза), а верхнюю (Совет Республик) наделить широким кругом полномочий, в том числе полномочиями Совета Федерации. Б. Н. Ельцин предлагал собирать Совет Федераций в расширенном составе только для решения принципиальных вопросов.
При обсуждении экономического блока проблем больше всего разногласий вызвал вопрос по союзным налогам и бюджету. М. С. Горбачёв выступал за «трехканальную» систему сбора налогов в бюджет Союза: через союзные, республиканские и местные органы, а Б. Н. Ельцин и Л. M. Кравчук — за «одноканальную» систему налогообложения, которая предполагала, что республики будут отчислять в союзный бюджет фиксированные взносы.
Первое заседание Подготовительного комитета запомнилось эмоциональной речью председателя Верховного Совета Чувашской АССР A. M. Леонтьева, усомнившегося в истинности намерений некоторых союзных и республиканских лидеров сохранять и обновлять Союз ССР. Он говорил: «Я никак не могу понять, поверьте, что же мы хотим? Или мы действительно собрались, чтобы развалить Советский Союз? ...разваливаем полным ходом, или что? Который раз собираемся? Всё развалилось. Неужели мы этого не видим? Тогда мы должны сказать открыто и честно: мы не хотим жить в Советском Союзе. Я сегодня вижу, например, что некоторые товарищи открыто закладывают в самой грубой форме конфедерацию. Но тогда и надо так сказать. Зачем мы друг друга вводим в лукавство: мы за Союз, за сохранение единства! Ну, зачем? Над кем мы издеваемся? Над народом издеваемся».
Несмотря на то, что, по словам М. С. Горбачёва, на этом заседании ПК произошёл «широкий конструктивный обмен мнениями по замечаниям республик», бывший сотрудник Аппарата Президента СССР З. А. Станкевич в своих воспоминаниях отмечает, что договаривающиеся стороны не смогли найти согласия по основным положениям разрабатываемого ими Договора.

### Второе заседание
На втором заседании ПК, прошедшем в Ново-Огарёве 3 июня 1991 г., М. С. Горбачёв изменил тактику ведения переговоров, решив рассмотреть проект Союзного договора «постранично и постатейно». Первый же пункт, касающийся названия реформируемого государства, вызвал достаточно оживлённые споры. Большинство республиканских лидеров высказывалось за формулировку «Союз Советских Суверенных Республик», что вызвало недовольство у А. И. Лукьянова, сославшегося на решения IV Съезда народных депутатов СССР, постановившего сохранить прежнее название — «Союз Советских Социалистических Республик». В ответ на это И. А. Каримов и Л. М. Кравчук сказали, что каждый из здесь присутствующих вправе говорить о воле своего Верховного Совета. Лукьянову пришлось изменить частично свою позицию и настаивать лишь на аббревиатуре «СССР», споря о последовательности слов в измененном названии: «Союз Советских Суверенных Республик» или «Союз Суверенных Советских Республик».
Снова, как и на первом заседании, активно дискутировались следующие вопросы: субъекты Союза, налоги, собственность и Конституции; и снова не были преодолены разногласия между Союзом и союзными республиками, а также между союзными и автономными республиками.
15 июня в своём интервью Центральному телевидению Президент СССР дал весьма позитивную оценку состоянию договорного процесса и заявил о том, что через 2 дня состоится заключительное заседание Подготовительного комитета, по итогам которого планируется завизировать окончательный вариант Договора и направить его на обсуждение в Верховные Советы Союза и республик. Президентом СССР была выражена уверенность в том, что после обсуждения в Верховных Советах, Союзный договор можно будет заключить уже в июле. В ходе своего выступления М. С. Горбачёв совершил выпад в сторону Верховного Совета СССР, заявив о том, что он [Президент СССР] выступает против тех, кто пытается поставить под сомнение новый Союзный договор, утверждая, что тот противоречит результатам референдума. Несмотря на то, что Горбачёв не сказал об этом прямо, было очевидно, что данные слова были адресованы именно союзному парламенту, который, по мнению Президента, намеренно тормозил договорный процесс. Таким образом, конфликт между Президентом и Верховным Советом СССР, который назревал уже давно, после этого выступления М. С. Горбачёва, перешел в фазу открытого противостояния.

### Заключительное заседание
17 июня в Ново-Огарёве состоялось заключительное заседание Подготовительного комитета, которое, по замыслу союзного руководства, должно было завершить подготовительный процесс и открыть путь к скорейшему заключению Союзного договора. Открывая заседание, Горбачёв предложил на время отложить замечания республик, носившие редакционный характер, и сосредоточиться на обсуждении ключевых вопросов: о статусе автономий, о разделении полномочий между субъектами Союза, и о союзных налогах. Решив воспользоваться фактором противоборства между союзными и автономными республиками, Президент СССР активно проводил параллель между «...недопустимостью разрушения РСФСР и невозможностью создания «неполноценного выкидыша» в виде Союза без федеральных налогов».
Вопрос о союзных налогах был определяющим для руководителя СССР, так как от его решения зависело административно-территориальное устройство обновлённого Союза. В случае сохранения союзных налогов сохранялась и союзная федерация, если же союзные налоги отменялись, Союз превращался в конфедерацию. За отмену союзных налогов выступали руководители России и Украины, по мнению которых, было достаточно сформировать бюджет Союза посредством фиксированных взносов республик, образующих Союз, и доходов, получаемых от использования имущества, переданного республиками Союзу для осуществления его полномочий. Позиция руководителей СССР по данному вопросу была однозначной — без союзного налога не может быть союзного государства. В ходе этого заседания руководители автономий, в особенности A. M. Леонтьев (Чувашия) и М. Г. Рахимов (Башкирия), оказывали давление на М. С. Горбачёва, утверждая, что Президент СССР вместе с руководителями союзных республик всячески ущемляет права автономий. Леонтьев говорил: «У меня создается впечатление, что у нас в течение года, то, что мы здесь работаем, с каждым разом права автономных республик всё больше и больше зажимаются... мы с вами в течение всего года говорили о том, что автономные республики являются суверенными государствами, что они являются равными участниками подписания Союзного договора, учредителями. И вдруг... оказывается, мы хотим лишить автономные республики даже тех прав, которые они имели по старой Конституции. Так зачем мы тогда здесь 16 республик [АССР РСФСР] сидим?». Своего коллегу поддержал М. Г. Рахимов, сказавший следующее: «В общем, Михаил Сергеевич, все выхолощено, для нас ничего не осталось. Почему? Вы на поводу союзных республик идёте. Вы нас вообще не признаёте. Абсолютно. Всё в их руках».
Азербайджан и 9 автономных республик выступали за восстановление в проекте договора статьи о Совете Федерации. Были рассмотрены следующие варианты: передача полномочий Совета Федерации Совету Республик Верховного Совета или сохранение Совета Федерации как совещательного органа при Президенте обновленного Союза. Выбрали первый. Также было решено отправить проект Верховным Советам республик и парламенту страны, хотя, по мнению З. А. Станкевича, принципиальные вопросы оставались нерешёнными.
Подводя итог заключительному заседанию Подготовительного комитета, М. С. Горбачёв в беседе с представителями СМИ отметил, что «...достигнуто принципиальное согласие и остались лишь некоторые «формулы и положения, требующие консультаций с Верховными Советами». Сказав, что «в проекте найдены развязки по многим вопросам», Горбачёв подчеркнул, что юридической доработкой документа будет заниматься конституционная комиссия, которую должны будут сформировать Верховный Совет и Съезд народных депутатов СССР.

## Реакция на публикацию
27 июня 1991 подготовленный проект Договора о Союзе Суверенных Государств был опубликован в «Правде», вызвав большое количество критических отзывов со всех сторон общественно-политического спектра. В наиболее критичной форме высказались представители научной интеллигенции, назвавшие этот Договор «...актом легализации развала Советского Союза».
В этот же день Верховный Совет Украинской ССР принимает постановление о переносе обсуждения проекта Союзного договора на сентябрь 1991 года. Согласно данному постановлению следовало рассмотреть до 1 сентября 1991 г. представленный проект Договора о ССГ относительно его соответствия положениям и принципам Декларации о государственном суверенитете Украины и Закону об экономической самостоятельности УССР. Кабинет Министров Украины и Академия наук республики должны были подготовить к этому сроку экономические подсчёты и правовые выводы относительно вхождения Украины в Союз на условиях, определяемых проектом Союзного договора. Рабочая группа ВС Украинской ССР должна была к 15 сентября 1991 г. обобщить представленные документы и предложения, высказанные народными депутатами. 

### Доработка
5 июля Верховный Совет РСФСР принимает постановление, согласно которому заключение Договора о Союзе Суверенных Государств является возможным с учётом внесенных Верховным Советом РСФСР изменений и дополнений. В соответствии с ними государственная делегация республики получила поручение следовать в процессе завершающейся совместной работы над текстом Договора таким принципиальным положениям, как формирование союзного бюджета из фиксированных взносов республик, входящих в Союз; распространение юрисдикции РСФСР на все предприятия, находящиеся на ее территории, включая и оборонные предприятия; осуществление совместно с Союзом и союзными республиками единого таможенного дела, при котором размеры таможенных пошлин и тарифов согласовываются Союзом с союзными республиками; прописание в тексте Договора механизмов, обеспечивающих принятие Конституции Союза не позднее, чем через шесть месяцев после заключения Договора или сформирования Верховного Совета Союза. Конституция Союза должна была вступать в силу после одобрения всеми государствами, которые образуют Союз.
Говоря о необходимости заключения Союзного договора, Президент Казахской ССР H. A. Назарбаев отмечал, что «...опасность потери единого экономического пространства, разрыва связей между республиками — это не пропагандистская выдумка, а жесткая реальность», и что «...в одиночку из нынешнего всеохватного кризиса не выкарабкаться». Взвешенную оценку проекту Союзного договора дал и Президент Азербайджанской ССР А. Н. Муталибов, подчеркнувший, что в Договоре четко выражена формула «Союз существует для республик, а не наоборот», что является важным шагом к «глубокой реформации отношений «Центр — республика».
12 июля Верховный Совет СССР принимает постановление «О проекте Договора о Союзе суверенных государств», согласно которому признается возможным подписание Договора «после соответствующих доработок и согласований между республиками при участии полномочной союзной делегации». Далее отмечается необходимость зафиксировать в проекте Союзного договора, что участниками его подписания и, соответственно, субъектами федерации являются как союзные республики, так и входящие в них на договорных или конституционных основах автономные республики. Делегации Союза поручалось согласование с делегациями полномочных представителей республик окончательного текста Союзного договора, отвечающего принципам обновленного федеративного демократического государства, имея в виду его подписание на Съезде народных депутатов СССР.
23 июля в Ново-Огарёве под председательством Президента СССР М. С. Горбачёва состоялось расширенное совещание союзного руководства с руководителями полномочных делегаций республик, посвящённое окончательной доработке проекта Договора о Союзе Суверенных государств. Участие в данном совещании принял и председатель Верховного Совета Армении Л. А. Тер-Петросян, не участвовавший в заседаниях Подготовительного комитета. На повестку дня были вынесены вопросы: 1) О субъектах Союза; 2) О союзном бюджете и налогах; 3) О собственности; 4) О Верховном Совете; 5) О Конституционном Суде. Наибольшие споры вызвал вопрос о способах регулирования отношений между автономными республиками и союзными республиками, в состав которых они входят.
В результате многочасовых споров по поводу содержания статьи 1 («Членство в Союзе»), была принята компромиссная формулировка: «Государства, образующие Союз, входят в него непосредственно либо в составе других государств... Все они обладают равными правами и несут равные обязанности. Отношения между государствами, одно из которых входит в состав другого, регулируются договорами между ними, Конституцией государства, в которое оно входит, и Конституцией СССР. В РСФСР — федеративным или иным договором, Конституцией СССР». Отношения между государствами непосредственно образующими Союз (союзными республиками) регулировались настоящим Договором, Конституцией СССР, и не противоречащими им договорами и соглашениями (ст. 4).
Большинство руководителей автономий в ходе совещания отстаивали право войти в Союз напрямую, а не в составе «своей» союзной республики. Особенно непримиримую позицию по этому вопросу занял президент Татарстана М. Ш. Шаймиев, зачитавший в ходе совещания 23 июля особое мнение Верховного Совета Татарстана: «Татарская ССР, как суверенная республика, принявшая официальное решение о непосредственном самостоятельном подписании Союзного договора, заявляет о своем праве на полную квоту депутатских мест в Совете Республик Верховного Совета Союза ССР». Другой вопрос, вызвавший в ходе рассматриваемого заседания большое количество споров, касался союзной собственности и налогов. Отстаивая необходимость сохранения союзных налогов, как основы союзного государства, председатель Верховного Совета Белорусской ССР Н. И. Дементей говорил: «Если я не участвую в образовании союзной собственности хотя бы через свои 2%, через 2 копейки, которые на мою долю как гражданина приходятся, то я приеду в Казань, я себя чувствую инородцем, я приеду в Крым — я себя чувствую посторонним. Он приедет ко мне в Белоруссию и тоже будет чувствовать себя посторонним».

## Подписание договора
Подготовленный проект Договора о ССГ был парафирован 23 июля всеми участниками встречи, кроме Президента РСФСР Б. Н. Ельцина. 15 августа он был опубликован. Несмотря на то, что официально Союзный договор, согласованный участниками встречи 23 июля, назывался «Договор о Союзе Суверенных государств», учреждаемое им государство получало иное название — «Союз Советских Суверенных Республик» (СССР). Таким образом, был выработан проект Союза Суверенных Государств (ССГ), подразумевающий создание мягкой федерации вместо Союза Советских Социалистических Республик . Права республик существенно расширялись (в том числе Союз мог передать часть своих исключительных полномочий республике, на территории которой они будут осуществляться, при одобрении этого другими республиками).
Относительно порядка заключения Союзного договора они договорились, как вспоминает А. И. Лукьянов, дополнительно рассмотреть проект в Верховном Совете СССР и в Верховных Советах союзных и автономных республик и только после этого подписать его на Съезде народных депутатов СССР осенью 1991 года.
В ночь с 29 на 30 июля в Ново-Огарёве встретились М. С. Горбачёв, Б. Н. Ельцин и H. A. Назарбаев. На этой встрече было принято решение о переносе даты подписания союзного договора на 20 августа 1991 года.
20 августа в Ново-Огарёве договор о создании ССГ должны были подписать представители Казахской ССР, РСФСР и Узбекской ССР, а через некоторое время и представители других республик, для которых предполагался  следующий порядок: 3 сентября — Белорусская ССР, 17 сентября — Азербайджанская ССР и Таджикская ССР, 1 октября — Туркменская ССР и Киргизская ССР, октябрь (предположительно 22-е число) — Украинская ССР, союзная делегация и возможно, Молдавская ССР и заявившая о своей независимости Армения.
Первый раз подписанию договора помешал Государственный комитет по чрезвычайному положению во время событий 19-22 августа 1991 года.

### Срыв подписания
Однако после провала ГКЧП по-прежнему продолжалась работа над новым Союзным договором о создании ССГ уже как конфедерации.
Выступая 26 августа 1991 года перед Верховным Советом СССР на открытии его внеочередной сессии, лидеры отдельных союзных республик заявили о необходимости пересмотреть подходы к Союзному договору из-за произошедших в Москве 19-22 августа событий и последующим за ними провозглашением независимости некоторыми союзными республиками. Президент Киргизской ССР Aскар Акаев объявил о том, что текст договора является неприемлемым и его необходимо коренным образом пересмотреть в сторону значительного расширения прав республик. Президент Казахской ССР Hурсултан Назарбаев выразил ему поддержку, отметив невозможность обновленного Союза в статусе федерации, подчеркнув, что его можно сохранить как конфедерацию и что следствием этого будет роспуск Кабинета Министров, Верховного Совета, Съезда народных депутатов и других органов власти СССР. Он также подчеркнул, что проект договора, предложенный к подписанию 20 августа носил практически конфедеративный характер, и «..лукавят те, кто считают его федеративным».
Перед открытием 2 сентября V Съезда народных депутатов СССР Президент СССР и руководители ряд республик (Россия, Казахстан и Киргизия) обсудили на встрече 27 августа судьбу договора, и лидеры республик обещали вернуться к работе над договором при условии, что будет распущен Съезд народных депутатов страны.
2 сентября на Съезде Назарбаев зачитал по поручению Горбачева заявление Президента СССР и высших руководителей республик. В нем отмечалось, что действия ГКЧП сорвали процесс по формированию новых союзных отношений. Далее говорилось, что провал выступления ГКЧП «создает исторический шанс, позволяющий ускорить преобразования и обновить Союз». В сложившийся ситуации Президент СССР и высшие лица некоторых союзных республик предложили разработать и заключить договор о союзе суверенных государств, дающей право каждой из республик самостоятельно определять форму участия в Союзе. В переходный период предлагалось создание Государственного Совета, в который вошли бы Президент СССР и высшие лица союзных республик, чтобы решать вопросы внутренней и внешней политики и координировать управление народным хозяйством. Съезду народных депутатов СССР предлагалось временно приостановить действия статей Конституции СССР, в которых говорилось о системе органов власти.
5 сентября Съезд народных депутатов СССР завершил свою работу и принял Закон «Об органах государственной власти и управления Союза ССР в переходный период», который кардинально изменил структуру органов власти. В соответствии с ч. 1 ст. 8 этого закона положения Конституции СССР действовали в части, не противоречащей данному закону.
28 сентября президент РСФСР Борис Ельцин написал свои замечания по проекту Союзного договора. Он зачеркнул в тексте Договора 7-ю и 8-ю статью – «Союзные налоги и сборы» и «Конституция Союза», соответственно, а также – 3-й абзац 12-й статьи «Президент Союза» в части, в которой шла речь о том, что президент избирается на всенародных выборах. Ельцин дал согласие только на то, чтобы «порядок финансирования союзного бюджета и контроль за его расходной частью» устанавливался «особым соглашением», а «Договор имел силу Конституции». Ельцин считал, что Президента Союза должна была избирать «Союзная Парламентская Ассамблея в составе депутатов Верховного Совета Союза и Верховных Советов государств, непосредственно входящих в Союз в составе 100 человек от каждого из них.
1 октября Горбачев отправил членам своего Политического консультативного совета текст договора, доработанный на основе сделанных президентом России замечаний и с ним согласованный.
11 октября на заседании Госсовета председатель Верховного Совета Украины Леонид Кравчук довел до сведения его участников, что до проведения референдума о подтверждении независимости Украины (1 декабря) Верховный Совет республики решил не принимать активного участия в подготовке нового договора.
В союзных республиках в соответствии с законом об органах власти на переходный период начал формироваться депутатский корпус нового «конфедеративного» Верховного Совета СССР (в том числе и в тех республиках, которые ранее объявили о своей независимости, кроме Азербайджана, Армении, Грузии, Латвии, Литвы, Молдавии, Украины и Эстонии). Первая его сессия состоялась 21 октября. М. С. Горбачев на этой сессии выступил с речью о путях вывода страны из кризиса. Первоочередной задачей в своей речи он назвал решение вопроса о государственности и заключении договора о Союзе суверенных государств. В это время переработанный проект Договора уже был на обсуждении у членов Госсовета. 
1 ноября рабочая группа под руководством советника Президента СССР Георгия Шахназарова внесла на рассмотрение альтернативный проект. В нем новый союз - «Союз Суверенных Государств (ССГ)» определялся как конфедеративное государство, которое осуществляет свою власть в пределах наделенных ему участниками Договора полномочий. 
На следующий день Горбачев встретился с Ельциным и заявил ему, что проводимые им действия с целью ослабления союзного центра будут иметь негативные последствия.
4 ноября прошло заседание Госсовета. В нем участвовали представители 10 республик (в том числе и объявившие о независимости Украина и Армения). Горбачев выступил с речью о тяжелой ситуации в стране и объяснил необходимость скорейшего подписания Союзного договора. Из воспоминаний пресс-секретаря Президента СССР Aндрея Грачева:«После речи Горбачева, которая длилась 40 минут, наступило неловкое молчание». Оно было нарушено Ельциным, который потребовал идти «по повестке дня» (Экономическое соглашение, Вооруженные силы и т.д.). Как вспоминал потом помощник Горбачева Aнатолий Черняев, после данного заседания Госсовета он понял, что сочтены и дни Горбачева, и Союза. 
На следующий день Горбачев отправляет членам Госсовета СССР проект Договора с учетом сделанных поправок. Теперь союзное государство называлось «Союзом Суверенных Государств (ССГ)», который осуществляет государственную власть в пределах полномочий, которые ему на добровольной основе делегируют участники договора.
14 ноября в Ново-Огарево проходит заседание Государственного Совета, на котором обсуждался подготовленный проект Договора о ССГ. На заседании председательствует М.С. Горбачев, присутствуют представители 7 республик – РСФСР, Белорусской ССР, Казахской ССР, Киргизии, Туркмении, Таджикистана, Узбекистана (последние 4 приняли участие в заседании несмотря на то, что в августе-октябре объявили о своей независимости). Ельцин, Шушкевич и Назарбаев заявили о конфедеративном государстве. Горбачев настаивал в ответ на приверженности формуле «союзное государство» и заявил о несогласии принимать участие «в создании аморфного государственного образования». В итоге была принята компромиссная формулировка – «демократическое конфедеративное государство». На пресс-конференции после данного заседания, все высказали уверенность в создании нового политического союза.
25 ноября в Ново-Огарево прошло очередное заседание Госсовета СССР, на котором было запланировано парафировать подготовленный Договор. Однако, Ельцин отказался его парафировать, аргументируя это тем, что формулировку «конфедеративное государство» может не ратифицировать Верховный Совет РСФСР. По объяснению Ельцина, конфедерация – это союз государств, а «конфедеративное государство» – неграмотная формулировка. Отказались парафировать Союзный договор и председатель Верховного Совета Белорусской ССР Станислав Шушкевич, и президент Узбекистана Ислам Каримов, опасаясь, что парафированный проект Договора не ратифицируют парламенты республик. Шушкевич объяснил, что является сторонником союзного государства, но Верховный Совет Белоруссии просил 10 дней на рассмотрение проекта договора. 
В ответ на отказ Ельцина парафировать договор, Горбачев объявляет, что российский лидер сознательно ведет подписание Союзного договора к срыву и тем самым «…гробит союзное государство», и предлагает рассмотреть проект договора в Верховных Советах республик. После этой перепалки, президент СССР покидает заседание вместе со своими помощниками. Обсудив ситуацию, руководители республик отправляют к Горбачеву Ельцина и Шушкевича, в итоге – после недолгих обсуждений проект решения приняли. 
Описывая данное заседание Госсовета, помощник Президента СССР Aндрей Грачев вспоминал, что достаточно быстро была выработана общая формулировка, в которой отмечалось, что, члены Госсовета представят в парламенты для рассмотрения согласованный текст договора и считают, что он быстро будет подписан и до конца 1991 года ратифицирован.
27 ноября 1991 года публикуется проект Договора о Союзе Суверенных Государств. Это был 5-ый и последний опубликованный вариант договора. 
2 декабря Политический консультативный совет при Президенте СССР призвал к незамедлительному подписанию Союзного договора. На следующий день Горбачев выступил с обращением к депутатам Верховных Советов союзных республик и призвал их поддержать представленный на их рассмотрение проект договора.
8 декабря 1991 года главами РСФСР, УССР и БССР было подписано Беловежское соглашение о создании СНГ как межгосударственной организации, в преамбуле которого было заявлено о прекращении существования СССР. 21 декабря в Алма-Ате к соглашению присоединились главы ещё восьми бывших союзных республик.
Точка в Новоогарёвском процессе была поставлена 25 декабря 1991 года, когда президент СССР ушёл в отставку. Уже на следующий день Верховный Совет СССР официально провозгласил прекращение существования Советского Союза и самоликвидировался.